# Famille Vernes
 (août 2024).
Si vous disposez d'ouvrages ou d'articles de référence ou si vous connaissez des sites web de qualité traitant du thème abordé ici, merci de compléter l'article en donnant les références utiles à sa vérifiabilité et en les liant à la section « Notes et références ».
Pour les articles homonymes, voir Vernes.
La famille Vernes est une famille franco-suisse protestante originaire du Vivarais. Réfugiée à Lausane après la révocation de l'édit de Nantes, la famille appartient à la bourgeoisie de Genève et compte plusieurs pasteurs, théologiens, médecins, historiens, banquiers et philanthropes. Elle est à l'origine de la banque Vernes et de l'institut Arthur Vernes. La banque Vernes a été l'un des premiers investisseurs institutionnels de la société Air Liquide, en 1906 puis à partir de 1912.

## Personnalités
- Jean Georges Vernes (Lausanne en 1696 - Genève en 1763), marchand drapier, épouse Marie Françoise Marin
  - Pierre Vernes (1724-1788), négociant, épouse en 1753 Dorothée Goy
    - Jacques Louis Vernes (1751-1823), épouse en 1785 Marie Anne Philippine Périer
      - Charles Vernes (1786-1858), sous-gouverneur de la Banque de France (1832-1857), épouse Anne Louise Grivel
        - Philippe Louis Vernes (1815-1906), X1833, pasteur, président du Consistoire de l'Eglise Réformée de Paris. Il épouse en 1841 Adrienne Élisabeth Augusta Sautter, puis en 1855 Marguerite Henriette Jauge
          - Caroline Elisabeth Vernes (1842-1909), épouse en 1863 Gaston Bruneton (1838-1918)
          - Charles Vernes (1844-1933), pasteur, épouse en 1867 Adrienne Camille Monod
            - Louis Vernes (1868-1958), épouse Dora Edmée Mirabaud (1878-1969)
            - Arthur Vernes (1879-1976), médecin, fondateur (1916) de l'institut prophylactique de Paris (Institut Arthur Vernes). Il épouse en 1916 Marie Chapelotte, puis en 1940 Colette Motte, puis en 1948 Adelina Natalia Rebito
            - Gabriel Jacques Vernes (1882-1965), épouse en 1906 Alice Dobler, puis en 1930 Rosie Schmid
              - Jean-Pierre André Vernes (1909-1991), médecin, épouse en 1937 Gabrielle Sautter, puis Nicole Bonneville
                - Michel Vernes (1940-2013), historien, épouse Dorothée Pectereau-Villeneuve

              - Jean-René Vernes (1914-2012), philosophe et théoricien du bridge. Il épouse en 1948 Annie Guigon, puis Madeleine Boulet, puis Monique Legras.

          - Maurice Vernes (1845-1923), théologien français
          - Amédée Louis Charles Arthur Vernes (1856-1940), ingénieur en chef au sein de la société Edison. En 1882, il épouse  Germaine Laure Sautter.
            - Robert Louis Vernes (1890-1972), ingénieur, épouse en 1920 Edith Alice Mathilde Pacquement
              - Jean-Marc Vernes (1922-1996), banquier

  - Jacob Vernes (1728-1791), théologien genevois, épouse en 1759 Marie Françoise Clarenc, puis en 1764 Marianne Simond, puis en1775 Jeanne Rosalie Fenou
    - François Vernes (1765-1834), homme de lettres genevois, épouse en 1800  Françoise Jeanne Catherine Lagisse, puis en 1806 Anne Marie Isaline Vignier, puis en 1812 Rose Augustine de Luze
      - Jean François Vernes (1804-1890), épouse Idalie Elisa Prescott
        - Amélie Constance Pauline Vernes, épouse Louis Dufour-Vernes (1839-1909), historien genevois